# Kawasaki OH-1
Le Kawasaki OH-1 Ninja est un hélicoptère de reconnaissance armée biturbine développé par la firme japonaise Kawasaki Heavy Industries. Il est le premier hélicoptère entièrement développé au Japon. Il supplée au sein des Forces japonaises d'autodéfense l'hélicoptère d'attaque AH-64D et remplace l'OH-6 Cayuse construit sous transfert de technologie par Fuji Heavy Industries. En 2010, seuls 34 OH-1 ont été livrés aux Forces japonaises d'autodéfense.

## Historique
L'OH-1 est issu d'un besoin exprimé en 1989 par la Force terrestre d'autodéfense japonaise pour un hélicoptère léger de reconnaissance armée devant remplacer les 297 OH-6 Cayuse. L'industrie japonaise possédait alors une certaine expérience dans la fabrication d'hélicoptères puisque les principales entreprises japonaises produisaient des hélicoptères occidentaux sous licence : l'AH-1 et l'UH-1H pour Fuji Heavy Industries, les S-61/H-3 Sea King et SH-60 pour Mitsubishi, le CH-47J et le BK-117 en collaboration avec Eurocopter pour Kawasaki. En octobre 1991, Kawasaki est choisi par l'Institut de développement et de recherche technique de l'armée d’autodéfense japonaise, comme  maître d'œuvre pour le développement de l'OH-X. Le contrat est attribué en 1992. Le développement du prototype, dénommé OH-X, d'un montant de 22,5 millions de dollars, est financé à la fois par Kawasaki Heavy Industries (60 %), l'Agence de défense, de développement et de recherche technique japonaise et la force terrestre d'autodéfense japonaise (40 %).

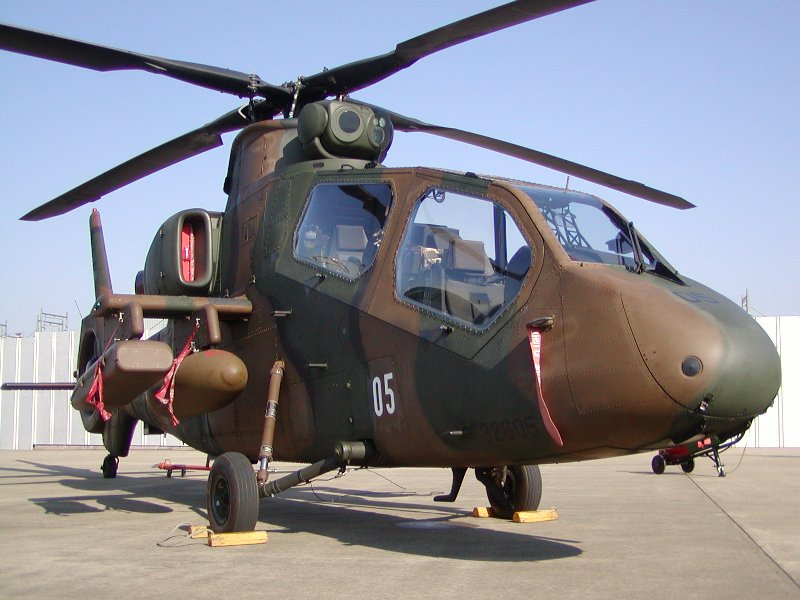
Un Kawasaki OH-1 en 2006.

La première présentation de l'appareil a lieu au début de l'année 1996. Tout d'abord dénommé Kogata Kansoku (japonais : hélicoptère léger), il prend le nom d'OH-1 Ninja peu après son 1er vol le 6 août 1996 sur la base aérienne d'Akeno (en) à Ise. C'est de là que s'envole le second prototype, le 12 novembre 1996. Deux autres prototypes suivent de mai à août 1997. Au printemps 1997, le premier prototype est livré à l'Agence de défense japonaise. La livraison du premier appareil de série intervient en janvier 2000 et le dernier en 2010.
Une version d'attaque baptisée AH-2 ou OH-1 Kai fut proposée pour le remplacement du Fuji AH-1S Cobra, mais le gouvernement japonais opta pour l'AH-64D Apache en 2001. De même, en 2006, une version de transport pour remplacer les UH-1 fut envisagée ; mais l'idée fut abandonnée à la suite de l'étude des modifications nécessaires pour développer un nouvel hélicoptère de transport pour seulement 100  à   150 exemplaires, sans aucune perspective à l'exportation à cause de la politique de non vente de matériel militaire du Japon.
Le 4 décembre 2015, un OH-1 a été contraint d’atterrir en raison de problèmes de moteur. Les 37 hélicoptères alors existants ont subi des modifications qui ont empêché leur utilisation jusqu'au 1er mars 2019

## Commandes
La cible initiale de 300 exemplaires est revue à la baisse à 180-200 machines. Pour l'heure, seuls 34 hélicoptères ont été livrés depuis janvier 2000 et le plan de production n'en prévoit que 37 en incluant les prototypes.

### Aéronefs comparables
- HAL LCH
- EC665 Tigre
- AH-64 Apache
- Wuzhuang Zhisheng-10 WZ-10
- A.129 Mangusta
- Ka-50 Hokum
- Mi-28 Havoc